# Parafia św. Wojciecha Biskupa i Męczennika w Wierzchowie
Parafia pw. Świętego Wojciecha Biskupa i Męczennika w Wierzchowie – rzymskokatolicka parafia należąca do dekanatu Drawsko Pomorskie, diecezji koszalińsko-kołobrzeskiej, metropolii szczecińsko-kamieńskiej. Została utworzona w 1951 roku. Siedziba parafii mieści się przy ulicy Orła Białego.

## Miejsca święte

### Kościół parafialny
Kościół pw. św. Wojciecha Biskupa i Męczennika w Wierzchowie
Kościół parafialny został zbudowany w 1891, poświęcony 1946.

### Kościoły filialne i kaplice
- Kościół pw. św. Antoniego Padewskiego w Osieku Drawskim
- Kościół pw. Zesłania Ducha Świętego w Sienicy
- Kaplica pw. Matki Bożej Sulisławickiej w domu Zmartwychwstańców w Wierzchowie
- Kaplica pw. św. Dobrego Łotra w Zakładzie Karnym w Wierzchowie
- Kościół pw. św. Stanisława Biskupa i Męczennika w Żabinku